# Montceau-et-Écharnant
 Montceau-et-Écharnant  là một xã ở tỉnh Côte-d’Or trong vùng Bourgogne-Franche-Comté, phía đông nước Pháp. Khu vực này có độ cao trung bình 509 mét trên mực nước biển.